# Maror

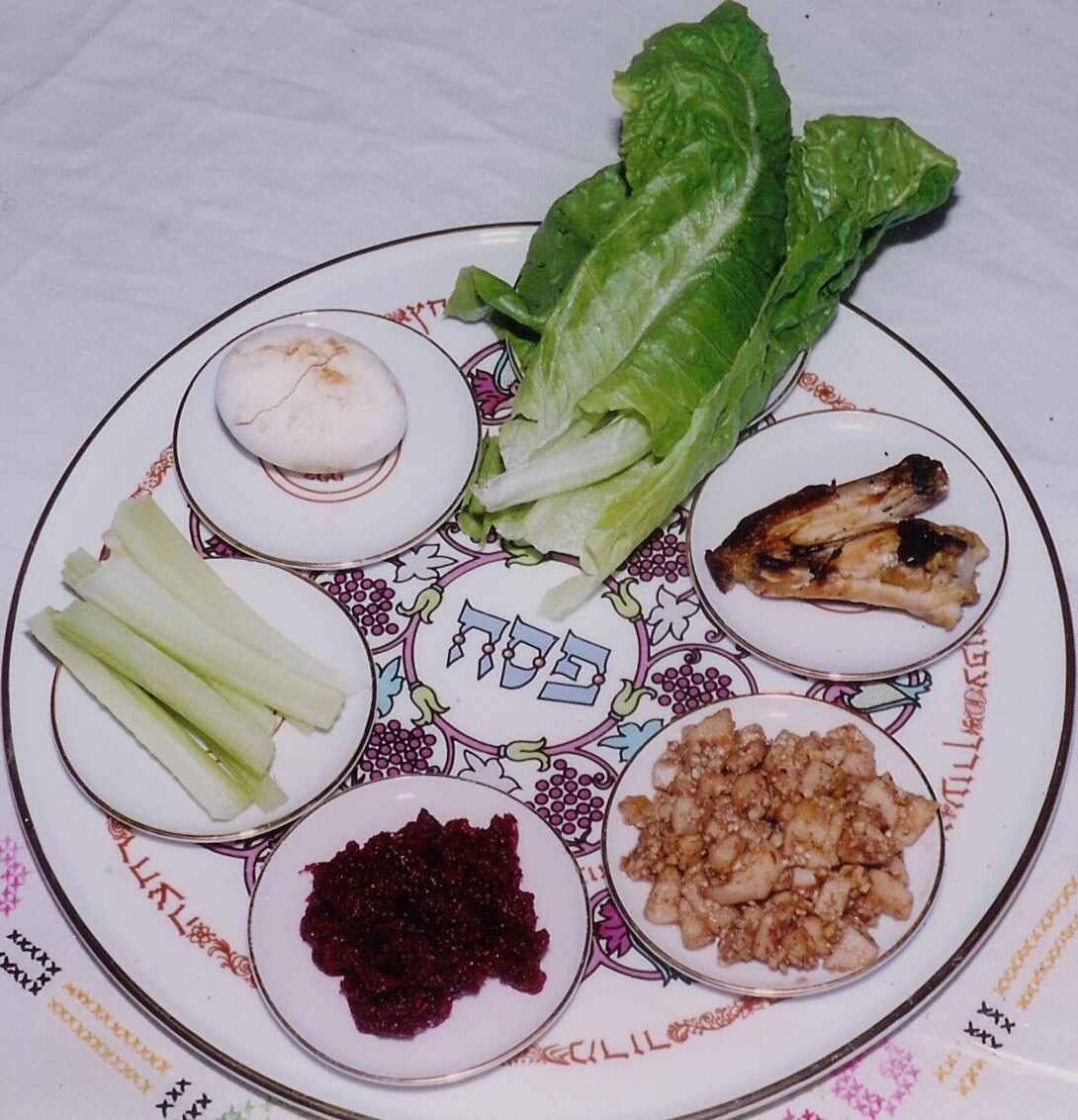
Sederový talíř

Maror (hebrejsky: מָרוֹר) představuje hořké byliny, které jsou jedeny při Sederové večeři o židovském svátku Pesach. Podle Božího přikázání měli židé jíst na Hospodinovu počest pesachového beránka (pesach korban) spolu s nekvašeným chlebem (maces) a hořkými bylinami (מְרֹרִים, merorim) při památeční hostině, která má být slavena každým rokem. Pojídání maroru je symbolické a má připomínat trpkost života v egyptském otroctví. Tuto symboliku ještě zvyšuje namáčení maroru do charosetu. Typy zeleniny, z kterých se získává maror uvádí Talmud (Pesachim 39a). Tradičně se používá hlávkového salátu nebo křenu. Z dalších vhodných jsou například čekanka a pampeliška. Obě byliny jsou výslovně zmíněné v Mišně.
Slovo maror pochází z hebrejského מַר – mar, což znamená "hořký, trpký".
Podle Hagady, tradičního textu, který se čte při Sederu a který vysvětluje podobu a zvyky Sederu, maror symbolizuje hořkost otroctví v Egyptě. Následující verš z Tóry v českém rabínském překladu zdůrazňuje tuto symboliku: „A tak zhořkly jejich životy těžkou prací s maltou, cihlami a prací všeho druhu na poli…“.

## Seder
Během Sederu jíme maror tak, že jej namáčíme do charosetu (směs strouhaných jablek, oříšků, zázvoru, skořice a vína), jež má symbolizovat hlínu, z níž židé v egyptském otroctví vyráběli cihly.